# The Bird and the Bee
The bird and the bee es un dúo musical indie pop originario de Los Ángeles, California.
La alineación está formada por Greg Kurstin "bee"(abeja) y Inara George "bird" (pájaro).
Kurstin, es un productor y teclista que ha trabajado con Lily Allen, Sophie Ellis-Bextor, Beck, Red Hot Chili Peppers y Foo Fighters, además de ser miembro de la banda Geggy Tah.
Tras trabajar juntos, Inara George y Kurstin decidieron colaborar en un proyecto de jazz con influencias electro-pop. 
Su EP debut, Again and Again and Again and Again, fue concebido en diciembre de 2006 y su álbum debut el 23 de enero de 2007 con Blue Note Records.

## Estilo
Inara y Greg se conocieron teniendo como punto en común la pasión por el jazz. Sus primeras tocadas juntos fueron clásicos del jazz. Su primer álbum es un collage de estilos musicales que pueden resumirse como indie pop alternativo pero fuertemente influenciado por el jazz y el bossa nova. Al escuchar el disco se advierte una alternancia sorprendente de texturas musicales y un sonido inocente, envolvente y atemporal. En el mismo disco se escuchan canciones de gran ternura con un rendimiento vocal superlativo de Inara y temas de estilo pop muy juvenil propio de la última década. En su segundo disco, la variedad de estilos y la seguridad en las composiciones es aún mayor, yendo desde el pop japonés hasta el music hall pasando por el indie rock. 

## Discografía
- The Bird And The Bee (LP, enero de 2007)
- Ray Guns Are Not Just the Future (LP, enero de 2009)
- Interpreting the masters vol. I: A tribute to Daryl Hall & John Oates (LP, 2010)